# Revista Universitaria. Universidad Católica de Chile. Santiago
Revista Universitaria. Universidad Católica de Chile. Santiago (abreviado Revista Univ. (Santiago)) es una revista científica con ilustraciones y descripciones botánicas que es publicada en Santiago de Chile por la Universidad Católica de Chile desde el año 1915.